# 印度河之戰
印度河之戰，是1221年成吉思汗追擊花剌子模新蘇丹札蘭丁的戰役。

## 過程
在八魯灣之戰之後，因花剌子模軍隊分裂，札蘭丁决定前往德里蘇丹國尋求庇護，大約50000人隨行，數千人是難民。然而，成吉思汗的大軍追上他時，他騎馬跳入印度河，成吉思汗的部將没能追殺到他，但只有少數的難民和他最親密隨從進入印度地區，其他士兵和難民都被蒙古人殺死。

## 事後
札蘭丁在印度地區逗留三年，後回波斯復國。

## 註腳
1. 1 2  Sverdrup 2010，第109-117頁.
2. 1 2  Dupuy 1993，第366頁.